# Bettina Rheims
Bettina (Caroline Germaine) Rheims (ur. 18 grudnia 1952 w Neuilly-sur-Seine) – francuska fotografik.

## Twórczość
Bettina Rheims rozpoczęła karierę w 1978 roku, tworząc swoją pierwszą serię aktów striptizerek i akrobatek, co skutkuje jej pierwszymi wystawami indywidualnymi w Centrum Pompidou i w galerii Texbraun w Paryżu. Po sukcesie obu wystaw pracowała nad serią zdjęć wypchanych zwierząt Animal, wystawioną w Paryżu i Nowym Jorku.
Równolegle realizowała portrety dla periodyków mody na całym świecie, okładki płyt i plakaty filmowe, zaś w 1986 roku nakręciła swój pierwszy film reklamowy. Realizując jednocześnie karierę komercyjną i artystyczną, w 1989 roku wydała album Female Trouble – zbiór kobiecych portretów wykonanych przez ostatnie 10 lat.
Od 1990 do 1992 roku wraz z Sergem Bramly tworzyła serię Chambre Close. Album wystawy jest regularnie wznawianym światowym bestsellerem. W Europie, Azji i Stanach Zjednoczonych odbywały się retrospektywy poświęcone twórczości artystki.
Rheims stworzyła w 1999 roku - wspólnie z Sergem Bramly - serię zdjęć I.N.R.I., przedstawiającą główne sceny z Biblii i z życia Chrystusa. Publikacja towarzyszącej jej książki wywołała we Francji ostrą polemikę, co nie przeszkodziło w wystawianiu serii na całym świecie.
Bettina Rheims stara się nie upiększać swoich modeli, prezentując prymitywną kobiecość oraz wydobywając z modelek ich emocje i intymność, przykładem czego może być seria zdjęć Just like a woman (2008). Jej sposób fotografowania odsłania charyzmę, zmysłowość, kobiecość i wrażliwość modeli.
Artystka za pomocą obiektywu stara się wprowadzić bliskość między widzem i kobietą poprzez odsłonienie jej życia wewnętrznego.

## Wystawy indywidualne
- 1981 Portraits nus, Galerie Texbraun, Paryż,
- 1981 Portraits, Centre Georges Pompidou, Paryż
- 1983 Portraits d’animaux, Galerie Texbraun, Paryż, 1984 – Gallery Daniel Wolf, Nowy Jork, 1985 – Artists Space Gallery, Australia
- 1987 Bettina Rheims, Espace photographique de la Ville de Paris, Paryż, 1989 – Musée de l'Elysée, Lozanna, Szwajcaria, Münchner Stadtmuseum, Monachium, Galeria Parco, Tokio, Galeria Parco, Sapporo, Japonia, 1990 – Namba City Hall, Osaka, Japonia, 1991 – Galerie Municipale du Château d’Eau, Tuluza, 1996 – Maison Européenne de la Photographie, Paryż, Centre Culturel Français, Seul, Korea Południowa
- 1990 Modern Lovers, Palais des Beaux Arts de Charleroi, Charleroi, Belgia, Maison Européenne de la Photographie, Paryż, Hamiltons Gallery, Londyn, 1991 – Fahey Klein Gallery, Los Angeles, Robert Klein Gallery, Boston, Pace MacGill Gallery, Nowy Jork, 1998 – Galeria Sztuki Nowej Południowej Walii(inne języki), Sydney
- 1992 Les Espionnes, Galeria Apicella, Kolonia
- 1992 Aveugle, Visa pour l’Image, Perpignan
- 1992 Chambre Close, Galerie Maeght, Paryż, Hamiltons Gallery, Londyn, 1993 – Galleria Photology, Mediolan, Galerie Bodo Nieman, Berlin, 2002 – Cheim & Read Gallery, Nowy Jork, Chambre Close – intégrale, Galerie Jérôme de Noirmont, Paryż
- 1993 Retrospective, Artothèque de Vitré
- 1994 Animal Galerie Beaubourg, Vence
- 1995 Bettina Rheims, Galeria Sho, Tokio
- 1996 Pourquoi m’as-tu abandonnee ?, Galerie Gilbert Brownstone, Paryż, Galerie Thaddaeus Ropac w Art Frankfurt, Frankfurt, Galerie Huyndai, Seul, Korea Południowa
- 1997 Anthologie, Galerie Thaddaeus Ropac, Salzburg
- 1997 Retrospective, Galerie Odakyu, Tokio, Kintetsu Museum, Osaka
- 1998 Fotobiennale, Moskiewski Dom Fotografiki, Moskwa
- 1999 I.N.R.I., Pałac Kronprinz, Berlin, 2000 – Galerie Thaddaeus Ropac, Salzburg, Maison Européenne de la Photographie, Paryż, Film Funk Fernseh Zentrum der Evangelischen Kirche im Rheinland, Düsseldorf, Muzeum Essl, Wiedeń, Ludwig Museum, Koblencja, Odakyo Museum, Tokio, 2001 – Rudolfinum, Praga, Gemeindeverband der Katholischen Kirchengemeinden, Oberhausen, Katholisches Pfarramt, Nürtingen, Bijbels Museum, Amsterdam, 2003 – MEO Contemporary Art Collection, Budapeszt, 2005 – Schloss Hartenfels, Torgau, Salvatorekirche, Duisbug,
- 1999 X’mas Galerie Thaddaeus Ropac, Paryż
- 2001 Chic Tactique vu par Bettina Rheims, Le Printemps, Paryż
- 2001 Le Printemps du Luxe, Le Printemps, Paryż
- 2001 Morceaux choisis, Hamiltons Gallery, Londyn
- 2003 Shanghai, Galerie Jérôme de Noirmont, Paryż
- 2004 Bettina Rheims – Rétrospective, Helsinki City Art Museum, Helsinki, Kunstnernes Hus, Oslo, 2005 – KunstHausWien, Wiedeń, NRW Forum Für Kultur und Wirtschaft, Düsseldorf Botanique, Bruksela, 2006 – Kunsthal, Rotterdam, Moskiewski Dom Fotografiki, Moskwa, Musée d’Art Contemporain, Lyon, Bettina Rheims, Médiathèque, Argentan, Francja
- 2006 Héroïnes, Galerie Jérôme de Noirmont, Paryż, 2007 – Kestnergesellschaft, Hanower, 2011 – Chanel Nexus Hall, Tokyo
- 2006 Bettina Rheims – Femmes, Maruani & Noirhomme Gallery, Knokke, Belgia
- 2006 Bettina Rheims – Twenty Five Years, Cook Fine Art, Nowy Jork
- 2007 Bettina Rheims – Animal, Deyrolle, Paryż
- 2008 Can you find happiness?, c/o Berlin, Berlin, FORMA, Mediolan
- 2008 Just like a woman, Galerie Jérôme de Noirmont, Paryż
- 2010 Rose c'est Paris, Bibliothèque nationale de France – site Richelieu.
- 2010 Bettina Rheims, Edwynn Houk Gallery, Nowy Jork[4]
- 2010 Gender Studies, NRW Forum, Düsseldorf
- 2011 Le Printemps, c'est Paris, Le Printemps, Paryż